# Fatma Elyan
Fatma Elyan, née le 1er juillet 2000, est une haltérophile égyptienne qui concourt dans la catégorie des 61 kilogrammes et 67 kilogrammes supports. 

## Biographie

### Enfance
Fatma Elyan nait le 1er juillet 2000  à Gizeh. 

### Carrière professionnelle
Faisant ses débuts aux Championnats du monde de para dynamophilie, Elyan, alors connue sous le nom de Fatma Korany, participe à l'édition 2019, où elle termine à la sixième place. Elle fait ses débuts paralympiques dans l'épreuve féminine des 61 kg aux Jeux paralympiques d'été de 2020 qui ont lieu à Tokyo, au Japon, où elle termine à la quatrième place,.   Quelques mois plus tard, elle participe à son épreuve aux Championnats du monde de para-dynamophilie 2021 qui se tiennent à Tbilissi, en Géorgie, où elle termine de nouveau à la quatrième place. En 2023, elle remporte la médaille d'argent dans son épreuve aux Championnats du monde de para-dynamophilie 2023 qui se produisent à Dubaï, aux Émirats arabes unis. Elyan revient aux Jeux paralympiques d'été de 2024 à Paris, où elle concourt dans l'épreuve des -67 kg et remporte la médaille d'argent,.